# Trasposizione dei grossi vasi
Per Trasposizione dei grossi vasi (TGV) si intende un gruppo di malattie cardiovascolari congenite che provocano una localizzazione anormale di uno o più vasi sanguigni, ovvero la vena cava superiore e/o inferiore, l'arteria polmonare, le vene polmonari, e l'aorta. In sostanza, contrariamente a quanto avviene in un cuore sano, l'aorta esce dal ventricolo destro e l'arteria polmonare dal ventricolo sinistro. In questo modo il circolo vascolare polmonare e quello periferico risultano separati: nel primo scorre soltanto sangue arterioso, nel secondo solo sangue venoso.
Le malformazioni riguardanti solo le arterie primarie (arteria polmonare e aorta) sono classificate nel sottogruppo definito trasposizione delle grosse arterie (TGA).
Questo tipo di cardiopatie porta spontaneamente alla morte entro pochi mesi dalla nascita, tuttavia, grazie ai progressi che la medicina ha compiuto a partire dagli anni sessanta, è oggi possibile sperare in una completa guarigione del soggetto a seguito di un intervento chirurgico.
È considerata una delle più gravi cardiopatie congenite, ma è anche una delle malformazioni che ha più beneficiato della diagnosi prenatale fornita dall'ecografia fetale, che permette di organizzare al meglio le cure per il nascituro.

## Storia
La trasposizione dei grossi vasi fu descritta per la prima volta da Matthew Baillie nel 1793.

## Frequenza
La TGV rappresenta un 5 - 7% delle cardiopatie congenite. È la più frequente delle cardiopatie cianogene del neonato, prima della Tetralogia di Fallot. La sua incidenza è stimata essere tra i 20 e i 30 casi ogni 100 000 nascite. È due o tre volte più frequente nei maschi piuttosto che nelle femmine.

## Eziologie
Il diabete mellito della gestante è un fattore di rischio accertato per il feto affetto da TGV.
La prima bambina sopravvissuta ad un intervento chirurgico di correzione della TGV fu Marcie Lynn Thomas, operata all'età di tre mesi nel 1971.

## Descrizione

Cuore sano

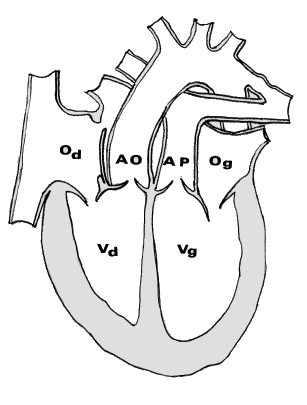
D-TGV

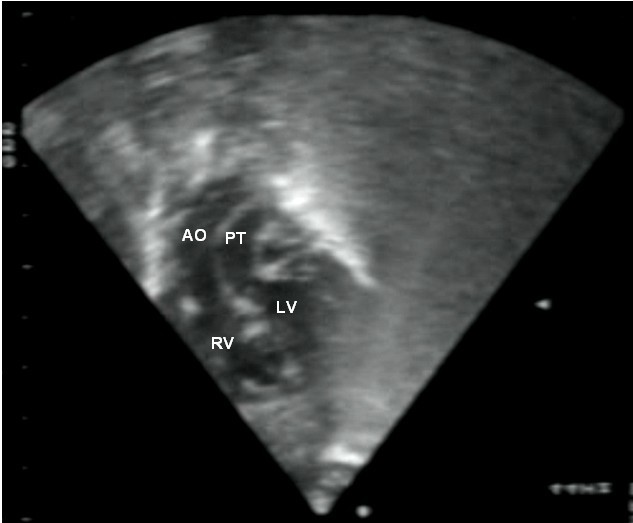
Visione ecocardiografica subcostale nella quale risultano le connessioni ventricoloarteriose difettose.

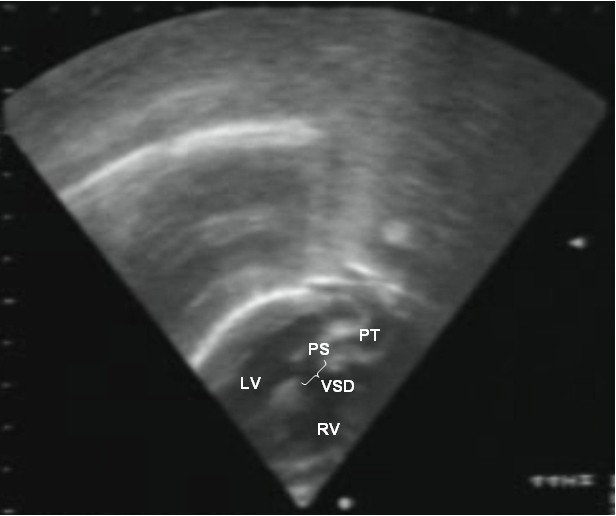
Ecocardiografia di una trasposizione complessa con un difetto al setto ventricolare e una stenosi polmonare.
Abbreviazioni: LV e RV = ventricolo sinistro e destro, PT = tronco polmonare, VSD = difetto al setto ventricolare, PS =stenosi polmonare.

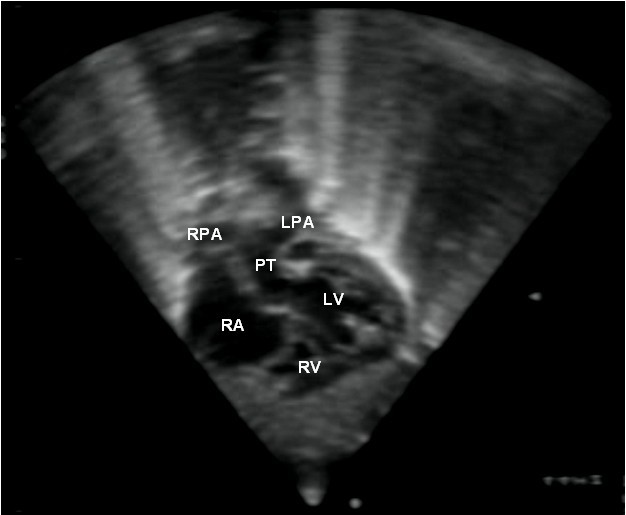
Ecocardiogramma di una trasposizione dei grossi vasi. Questa immagine subcostale mostra il ventricolo sinistro che lascia il posto ad un vaso che si biforca, che viene identificato nell'arteria polmonare.
Abbreviazioni: RA = atrio destro, RV = ventricolo destro, LV = ventricolo sinistro, PT = tronco polmonare, LPA e RPA = arteria polmonare sinistra e destra.

In un cuore sano, il sangue impoverito di ossigeno viene pompato dal lato destro del cuore, attraverso l'arteria polmonare, verso il polmone dove viene ossigenato. Il sangue arricchito di ossigeno ritorna dunque al cuore dal lato sinistro, attraverso la vena polmonare, e viene pompato attraverso l'aorta verso il resto del corpo, inclusa la circolazione coronarica stessa.
I vasi trasposti possono presentare una grande varietà di incompatibilità a livello atriovenoso, ventricoloarterioso e/o arteriovenoso. Gli effetti vanno da un cambiamento della pressione sanguigna fino ad una interruzione nella circolazione sanguigna, a seconda della natura e del grado del problema e di quali vasi sono coinvolti.
Nonostante letteralmente "trasposizione" indichi uno scambio, molti tipi di TGV coinvolgono vasi collocati in posizioni anomale, ma non necessariamente scambiati tra di loro. I termini TGV e TGA sono comunemente usati in relazione a dextro-TGA (d-TGA) – quando le arterie sono in posizione invertite; tuttavia, entrambi i termini sono comunemente usati, anche se in misura leggermente minore, in relazione a levo-TGA (l-TGA) – nel caso in cui entrambe le arterie e i vetricoli sono scambiati; mentre altri difetti in questa categoria non sono quasi mai identificati con uno di questi termini.

## TGV semplici e complesse
In molti casi la TGV è accompagnata da altri difetti cardiaci, i più comuni dei quali sono shunt intracardiaci quali difetti del setto atriale(ASD) o del setto ventricolare (VSD), e dotto arterioso pervio (PDA). Possono anche essere presenti stenosi, o altri difetti di valvole e/o di vasi. Alcune di questi difetti possono contribuire a tollerare la TGV al momento della nascita, ma complicano inevitabilmente il decorso operatorio.
Nel caso in cui non siano presenti altri difetti cardiaci la TGV viene definita 'semplice' (si tratta di circa il 60% dei casi), altrimenti viene detta 'complessa'.

## Embriologia
La teoria più comunemente accettata oggigiorno è quella di "uno sviluppo anormale del cono", proposta da Vaan Praagh. Il cono è la struttura embriologica che assicura la connessione tra il ventricolo e i grossi vasi che da esso si diramano.
- Normalmente, il cono presenta una evoluzione differente nella sua porzione sotto-polmonare (che cresce) rispetto alla sua porzione sotto-aortica (che tende a regredire). Questo riassorbimento del cono sotto-aortico porta la radice dell'aorta verso il basso, indietro e a sinistra, e la posizione sopra il ventriolo sinistro, in continuità con l'anello della valvola mitrale. La permanenza del cono sotto-polmonare sposta l'anello valvolare polmonare verso l'alto, avanti e a destra, al di sotto del ventricolo destro. La torsione del tronco arterioso primitivo dovuto a questa crescita asimmetrica è responsabile di un incrocio dei vasi.
- Nel caso della TGV, è il cono sotto-polmonare che si riassorbe e il cono sotto-aortico che si mantiene. I vasi si incrociano e restano paralleli alla loro porzione iniziale.

## Fisiopatologia
- Prima della nascita, a causa delle caratteristiche della circolazione fetale, questa malformazione non ha praticamente conseguenze. La gravidanza può avere un decorso assolutamente normale con un parto a termine. La crescita del feto è abitualmente normale e non è raro che il peso del neonato sia superiore ai 3 kg, tanto più che in meno del 10% dei casi tale patologia è associata ad altre anomalie non cardiache.
- Alla nascita si mette in atto una circolazione sanguigna differente, con due circuiti (cuore destro e cuore sinistro) funzionanti non più in serie ma in parallelo. I due circuiti non sono dunque più intercambiabili ma strettamente separati e il sangue deve percorrerli successivamente. Nel caso della TGV, il sangue desaturato di ossigeno arrivato all'atrio destro riparte direttamente attraverso l'aorta per tutto il corpo. Il sangue ricco di ossigeno in arrivo all'atrio sinistro ritorna direttamente ai polmoni passando dal tronco polmonare. I due circuiti sono separati ed indipendenti: il sangue desaturato non raggiunge i polmoni e il sangue ricco di ossigeno non arriva al resto el corpo.

La sopravvivenza immediata è condizionata dalla persistenza di comunicazioni (shunts) che esistono tra i due circuiti prima della nascita: il forame ovale (tra gli atrii) e il dotto arterioso di Botallo (tra l'aorta e l'arteria polmonare). Soltanto in questo modo è consentita la mescolanza tra il sangue desaturato e l'ossigeno. Questi shunts fetali sono destinati ad interrompersi alla nascita, in tempo non prevedibile stimato tra qualche minuto e 48-72 ore. La TGV è dunque una cardiopatia che deve essere immediatamente riconosciuta e trattata.
Le forme associate ad una comunicazione interventicolare (CIV) sono solitamente meglio tollerate alla nascita nella misura in cui questa CIV, soprattutto se è estesa, non si fermi rapidamente e permetta un migliore mescolamento del sangue, al prezzo tuttavia di una insufficienza cardiaca. Storicamente, le sole forme che possono sopravvivere spontaneamente qualche mese o qualche anno sono le TGV associate a una estesa CIV e a una stenosi sottopolmonare moderata, poiché quest'ultima limita gli effetti dell'insufficienza cardiaca.

## Diagnosi

### Prenatale
La diagnosi della TGV è sempre più frequentemente effettuata prima della nascita, spesso attraverso l'esame ecografico morfologico fatto alla ventiduesima settimana di gravidanza. È possibile comunque avere una diagnosi già dalla dodicesima-quattordicesima settimana, in condizioni di esame particolarmente favorevoli.

#### Aspetti ecografici prima della nascita

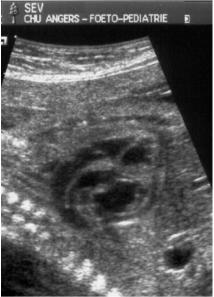
Aorta

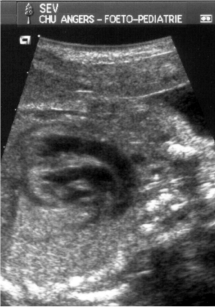
Incrocio nell'aorta

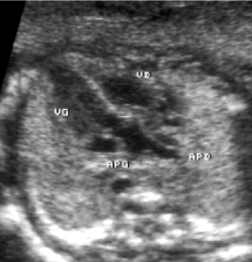
Tronco polmonare

Essendo abitualmente le strutture intracardiache in condizioni normali, per la diagnosi si richiede necessariamente l'esplorazione dei grossi vasi attraverso piani di taglio situati più in alto, sopra al torace.
- abitualmente il campanello d'allarme è il mancato incrocio (crossing) dei grossi vasi. Normalmente, l'aorta e il tronco polmonare si incrociano poco dopo l'uscita dal cuore. È dunque impossibile studiare i due vasi sullo stesso piano di scansione. Quando l'aorta è vista longitudinalmente, il tronco polmonare appare in sezione trasversale e viceversa. Nella d-TGV semplice, la più frequente, i vasi hanno una disposizione parallela e possono essere contemporaneamente visualizzati nel corso di una scansione longitudinale.
- la conferma si ottiene attraverso l'analisi dei grossi vasi e delle loro connessioni ai ventricoli. L'aorta è caratterizzata dal fatto che descrive un arco, dà origine ai vasi a destinazione cefalica ed è il vaso che si trova più in alto nel torace. Il tronco polmonare è caratterizzato da una biforcazione precoce in due rami, l'arteria polmonare destra e l'arteria polmonare sinistra. In un cuore sano, il ventricolo destro è situato in avanti e a destra rispetto al ventricolo sinistro, il tronco polmonare è dunque il vaso posto più anteriormente. La TGV si caratterizza per la posizione avanzata dell'aorta.

#### Gestione della gravidanza
La diagnosi di TGV semplice non deve modificare il decorso della gravidanza ma può comportare una sorveglianza ecografica più stretta e soprattutto suggerire un parto programmato e in prossimità di un centro cardiologico pediatrico adatto alla presa in cura del neonato.
- Prosecuzione della gravidanza: in assenza di anomalie associate, cardiache o extracardiache, il rischio di un'anomalia genetica identificabile è considerato estremamente basso se non nullo. Non viene quindi di solito raccomandato il prelievo di liquido amniotico (amniocentesi). La crescita e lo sviluppo del feto sono di solito normali.
- Sorveglianza ecografica. Ciò risponde a vari scopi:
  - Sostegno psicologico e risposte agli interrogativi dei genitori,
  - conferma di una crescita normale ed assenza di anomalie associate
  - studio dettagliato di alcuni dati anatomici (in particolare il diametro dei grossi vasi) o funzionali (presenza di un Foro di Botallo ristretto) che potrebbero influire sulla sopravvivenza alla nascita o sui risultati dell'intervento chirurgico.
- Parto: Può svolgersi normalmente, il ricorso ad un cesareo non è obbligatorio. Solitamente il parto viene programmato in un centro che riunisca le necessarie competenze di ostetricia, cardiologia pediatrica, chirurgia cardiaca e rianimazione neonatale per poter assistere al meglio il bambino.

### Postparto

#### Quadro clinico
La trasposizione dei grossi vasi dovrebbe essere sospettata in un neonato che presenti una cianosi, tanto più se:
- la cianosi è isolata, senza distress respiratorio, senza un soffio cardiaco reale, senza insufficienza cardiaca (almeno nelle prime ore di vita);
- questa cianosi non è modificata (o lo è molto poco) dalla somministrazione di ossigeno (cianosi refrattaria all'ossigenoterapia).

Dopo qualche ora di evoluzione possono apparire segni di insufficienza cardiaca (polipnea, tachicardia, macchie, sudorazione, rifiuto del biberon)

#### Esami complementari
Gli esami che permettono di confermare la diagnosi di TGV sono essenzialmente:
- La radiografia del torace frontale che può mostrare una sagoma cardiaca evocatrice e soprattutto una vascolarizzazione polmonare normale o aumentata, del tutto inaspettata nel caso di cardiopatia cianogena.
- L'ecografia che è l'esame maggiormente praticato in prima battuta. Questo esame permette di confermare la diagnosi mostrando le anomalie anatomiche, di valutare le caratteristiche di funzionamento degli shunts cardiaci fetali, di cercare altre anomalie associate e in un certo modo di verificare il livello della malformazione.

I tagli ecografici più utili a questo scopo sono:

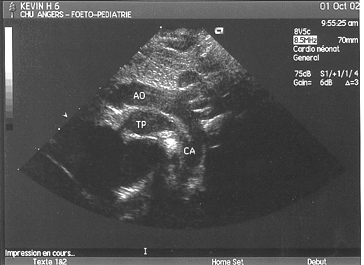
Aorta vista anteriormente, si nota l'incrocio. (vista supra-sternale)

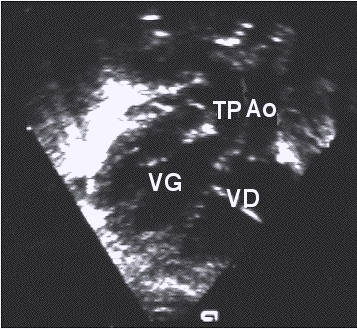
Vasi paralleli e scambiati. (vista sotto-costale)

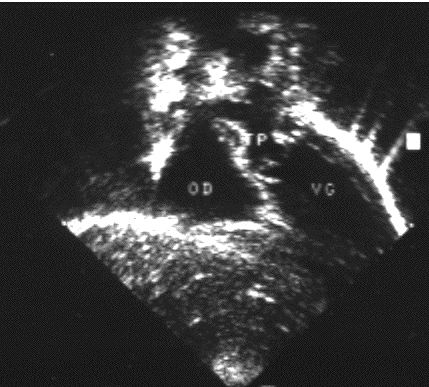
Tronco polmonare uscito dal ventricolo sinistro. (vista sotto-costale)

- - il taglio parasternale sinistro asse lungo: mostra che il vaso che esce dal ventricolo sinistro (il più posteriore) si dirige in maniera anormale verso la parte posteriore e si biforca precocemente: è dunque il tronco polmonare e non l'aorta come avviene normalmente;
  - I tagli sotto costali che mostrano bene lo sviluppo parallelo dei grossi vasi e la loro inversione.
- Un cateterismo cardiaco non è quasi più utilizzato a scopo diagnostico ma resta necessario per la realizzazione di una tipologia di intervento, l'atriosettostomia di Rashkind.

## Trattamento

### Presa in cura del neonato
Nel caso in cui la diagnosi sia stata fatta prima della nascita, è opportuno organizzare il parto in un ospedale in cui è presente un reparto di cardiologia pediatrica. La presa in carico del bambino comincia immediatamente dopo la nascita. A questa fase corrisponde di solito:
- una conferma della diagnosi attraverso un esame ecocardiografico. Questo permette di fare un'analisi accurata delle eventuali anomalie associate e delle particolarità anatomiche del foro ovale di Botallo e del canale arterioso;
- si procede ad un'iniezione di prostaglandina (PGE1), che inibisce la vasocostrizione del canale arterioso e permette di mantenerlo aperto (anche per diversi giorni);
- la realizzazione di una “atriosettostomia” attraverso la manovra di Rashkind (vedi più avanti). Questa, non sempre necessaria, serve a mantenere lo shunt che esiste nel foro ovale di Botallo e permettere una maggiore interconnessione “permanente” tra gli atrii.
- Nel caso in cui diagnosi sia effettuata solamente dopo la nascita, i primi due elementi sono solitamente assicurate dal servizio di neonatologia più vicini, poi il neonato viene trasferito in un reparto cardiopediatrico specializzato per il proseguimento della cura.
- La manovra di Rashkind o atriosettostomia di Rashkind fu descritta per la prima volta nel 1966 da Rahskind[5]. È il primo intervento (palliativo) non chirurgico che è stato proposto per la TGV. È anche il primo degli interventi detti di “cateterismo interventistico”. Consiste nell'introdurre attraverso la vena femorale comune o la vena ombelicale, una sonda munita di un palloncino gonfiabile ad una estremità. Questa sonda è guidata nell'atrio destro poi, attraverso il Foro ovale di Botallo, spinta nell'atrio sinistro. Il palloncino viene quindi gonfiato e la sonda velocemente ritirata di qualche centimetro. Il palloncino passa quindi dall'atrio sinistro a quello destro rompendo la chiusura tra gli atrii, creando in questo modo una comunicazione permanente. Diversi passaggi del palloncino possono essere necessari per creare un passaggio sufficientemente largo; l'efficacia della manovra è verificata istantaneamente attraverso la misurazione della saturazione dell'ossigeno nel sangue arterioso (o capillare). Questa manovra, che necessita di un cateterismo, si pratica in una sala dedicata munita di un apposito apparecchio radiologico. Oggi si effettua attraverso una semplice sorveglianza ecografica e può essere realizzata in sala parto o nell'incubatore del neonato.

### Trattamento chirurgico
Il trattamento definitivo della TGV è per via chirurgica. La tecnica è notevolmente evoluta nel tempo, sia per la modalità della correzione sia per l'età alla quale viene praticata. Attualmente è normale che il neonato torni a casa già al quindicesimo giorno di vita, guarito e senza alcun trattamento medico da effettuare dopo la “detrasposizione dei grossi vasi”.
Storicamente, sono stati proposti tre tipi di intervento chirurgico, i primi due possono ancora essere utilizzati in casi molto particolari.
- L'intervento di Blalock-Hanlon (1950)[6]: È il primo intervento chirurgico (palliativo) proposto per curare la TGV. Consiste nella creazione, sul cuore in funzione e senza circolazione extracorporea, di un'ampia comunicazione interatriale allo scopo di migliorare l'ossigenazione del sangue circolante nel ventricolo destro e nell'aorta.

Dopo il 1966 è rimasto indicato in casi in cui la manovra di Rashkind non sia sufficiente oppure, come previsto da certe scuole di pensiero come quella di Parigi, al fine di attendere un'età più avanzata(12-24 mesi) per praticare l'intervento definitivo di “correzione a livello atriale”.
- Le correzioni fisiologiche a livello atriale: Il principio di questi interventi, erroneamente detti di correzione, era di non rimettere i vasi nelle posizioni normali ma di trasformare la trasposizione semplice dei grossi vasi in trasposizione corretta dei grossi vasi, invertendo il flusso sanguigno a livello degli atrii. Intervento di Senning - Canale che porta il sangue delle vene polmonari verso l'atrio destro

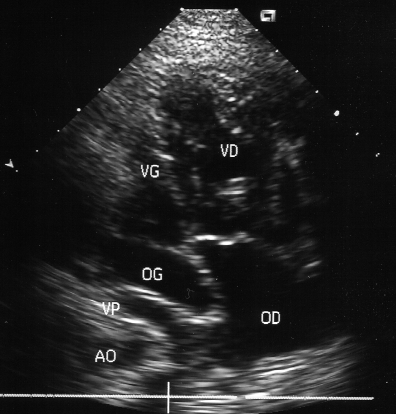
Intervento di Senning - Canale che porta il sangue delle vene polmonari verso l'atrio destro

Attraverso una nuova partizione degli atrii il sangue venoso proveniente dalle vene è stato reindirizzato verso l'atrio sinistro, il ventricolo sinistro e l'arteria polmonare; il sangue ossigenato proveniente dal polmone è stato mandato verso l'atrio destro, il ventricolo destro e l'aorta. È stata dunque ripristinata una circolazione sanguigna normale, ma non attraverso un'anatomia normale perché i grossi vasi rimangono connessi al ventricolo “sbagliato”. Due chirurghi in particolare hanno associato il loro nome a questo tipo di correzione: Senning nel 1959 e Mustard nel 1964 e questi interventi sono stati praticati fino agli anni 1975-80. Nonostante alcune complicazioni legate alle lesioni provocate a livello degli atrii (rischio di turbamento del ritmo cardiaco o della circolazione, di stenosi della vena cava o polmonare, soprattutto con il procedimento descritto da Mustard che si basava sull'utilizzo di un patch inerte e quindi incapace di seguire la crescita del bambino) e al mantenimento del ventricolo destro in « posizione sistemica » ovvero sotto l'aorta (rischio di insufficienza cardiaca sul lungo periodo), numerosi bambini sono stati operati secondo tali procedure e oggi sono adulti sani che conducono una vita normale. Nei suoi ultimi anni William Mustard si faceva spesso accompagnare ai convegni di medicina da una giovane donna, madre di famiglia, che era stata una delle prime bambine da lui operate. In Francia, ma anche in altri paesi europei, molti adulti devono la salute al chirurgo George Lemoine, « uomo di grande modestia, troppo poco conosciuto » (Y. Lecompte).
- La correzione anatomica a livello arterioso: La filosofia di correggere la TGV rimettendo i vasi nella posizione normale è quella dei primi interventi che si sono realizzati a partire dal 1954, ad opera di numerosi chirurghi (Mustard, Bjork, Bailey, Kay et Cross, Baffes …), tuttavia senza ottenere successo. Questi fallimenti erano dovuti alle limitazioni tecniche dell'epoca. Erano gli albori della chirurgia a cuore aperto per gli adulti e la preistoria a livello di neonati e bambini. Si tendeva anche a sottostimare gli effetti fisiologici: le arterie coronariche irroranti il muscolo cardiaco erano lasciate nella posizione sull'arteria polmonare e dunque fornivano sangue desaturato ad una pressione troppo bassa. Al contrario, il ventricolo sinistro, attaccato all'aorta, non era abituato a lavorare in condizioni di resistenza e ciò portava ad una insufficienza cardiaca. Questi insuccessi iniziali spiegano l'interesse ottenuto dagli interventi di correzione a livello atriale dei successivi vent'anni. Le strade seguite da ora in avanti possono apparire meno logiche ma si rivelarono più efficaci.

I tentativi ripresero 20 anni dopo, a metà degli anni settanta, dopo la pubblicazione da parte del chirurgo Adib Jatene di una metodologia di detrasposizione praticata con successo su due bambini di tre mesi e 40 giorni e le prime serie di operazioni da parte di Yacoub in Gran Bretagna e dell'équipe del chirurgo Yves Lecompte all'ospedale Laennec di Parigi. Questi nuovi tentativi cercarono di correggere gli errori dei primi, da un lato spostando anche le arterie coronariche sull'aorta, dall'altro controllando la capacità del ventricolo sinistro a reggere lo sforzo sistemico. Questa caratteristica era ottenuta attraverso una sorta di « preparazione » del ventricolo, inserendo per qualche mese un materiale protesico nell'arteria polmonare in grado di obbligare il muscolo a contrarsi per vincere questo ostacolo artificiale. Tale intervento andava praticato però entro la prima settimana di vita.
La detrasposizione dei grossi vasi o “switch arterioso” divenne rapidamente l'intervento di riferimento dopo che Yacoub codificò le tecniche che permettevano di adattare l'intervento alle diverse possibili posizioni delle arterie coronariche e dopo che Yves Lecompte inventò nel 1979 un procedimento di svolgimento dei grossi vasi che permetteva un reimpianto dell'arteria polmonare senza l'inserimento di protesi, riconosciuto in seguito universalmente come “manovra di Lecompte”.
Questa è attualmente l'unica tipologia di intervento praticata, salvo casi particolari. Si tratta di una vera chirurgia correttrice perché prevede la detrasposizione dei grossi vasi reimpiantando l'aorta sul ventricolo sinistro e l'arteria polmonare sul ventricolo destro. La mortalità ospedaliera è attualmente inferiore all'1% per le équipe mediche che praticano questo intervento abitualmente, e pertanto si tratta di una vera conquista per la chirurgia neonatale. Questo intervento, in regime di circolazione extracorporea, è stato praticato anche su neonati nati prematuri di appena 2000 grammi.

### Strategie terapeutiche
Nei paesi sviluppati la strategia ideale attualmente considerata, e sempre più messa in pratica, è la seguente: diagnostica prenatale e trasferimento in utero in un centro specializzato per mettere in atto la manovra di Rashkind e la somministrazione di prostaglandine. La detrasposizione è effettuata nella prima settimana di vita permettendo un ritorno a casa entro il primo mese.
Nei paesi in via di sviluppo, tuttavia, questa strategia comporta un intervento chirurgico e di rianimazione neonatale fuori dalla portata. La diagnosi prenatale di TGV (raramente effettuata) porta ancora spesso alla decisione di interrompere la gravidanza.
Si potrebbe tuttavia pensare di attuare una serie di cure di riabilitazione con due opzioni: una manovra Rashkind (magari con un intervento di Blalock-Hanlon complementare), e un intervento di correzione a livello atriale di Senning tra i 6 e i 18 mesi, o manovra Rashkind (con possibile coinvolgimento di Blalock-Hanlon) e imbragatura dell'arteria polmonare seguita da una correzione anatomica di detransposizione tra i 6 mesi e un anno. Queste strategie sono state quelle usate in Francia per poco più di 20 anni e molti bambini, ormai adulti, ne hanno beneficiato.

## Sviluppo dei bambini
I bambini operati di detrasposizione dei grossi vasi conducono abitualmente una vita totalmente normale, in assenza di trattamenti medici. Solamente gli sport agonistici vengono sconsigliati. Questi bambini devono comunque essere regolarmente seguiti dallo staff medico attraverso una visita annuale o biennale per controllare in maniera puntuale:
- l'assenza di complicazioni legate al reimpianto delle arterie coronariche. Tale controllo può essere realizzato attraverso una coronografia o, più spesso attraverso una tomo densitometria.
- l'assenza di complicazioni a livello di suture arteriose (stenosi, rare e abitualmente precoci) o delle valvole aortiche o polmonari (un piccolo soffio senza conseguenze è normale).

## Gravidanza
Salvo casi particolari (e rari), una donna operata durante l'infanzia di TGV con switch arterioso può ritenere di portare a termine una o più gravidanze senza particolari preoccupazioni. Il parto avrà corso normale e sarà possibile l'allattamento.

## Consulenza genetica
Fino ad oggi non sono state evidenziate delle cause genetiche (o tossiche) per questa malformazione. La TGV è una delle rare malformazioni cardiache che non vengono riconosciute effettuando un'amniocentesi.